# Kraborovice
Kraborovice är en ort i Tjeckien.   Den ligger i regionen Vysočina, i den centrala delen av landet, 90 km öster om huvudstaden Prag. Kraborovice ligger 400 meter över havet och antalet invånare är 101.
Terrängen runt Kraborovice är platt åt sydväst, men åt nordost är den kuperad.Runt Kraborovice är det ganska tätbefolkat, med 129 invånare per kvadratkilometer. Närmaste större samhälle är Čáslav, 17,9 km nordväst om Kraborovice. Omgivningarna runt Kraborovice är en mosaik av jordbruksmark och naturlig växtlighet.